# Élections fédérales suisses de 1875
Les élections fédérales suisses de 1875 se sont déroulées le 31 octobre 1875. Ces élections permettent d'élire au système majoritaire les 135 députés répartis sur 48 arrondissements électoraux eux-mêmes répartis sur les 22 cantons, siégeant au Conseil national (chambre basse), pour une mandature de trois ans.
Le corps électoral composé de citoyens ayant droit de cité élit désormais directement les membres du Conseil des États dans les cantons Obwald (à travers la Landsgemeinde), de Soleure, de Thurgovie et de Zurich. Dans les 18 autres cantons, les élections au Conseil des États sont quant à elles toujours non régulées et certains cantons ont renouvelé leurs Sénateurs parfois plusieurs fois sur les trois années écoulées. Dans ces 18 autres cantons, les Conseillers aux États continuent d'être élus, nommés ou désignés par les Grands Conseils, et ce à des dates variables.
Alors que la révision totale de la Constitution fédérale de mai 1872 avait échoué, les élections de 1872 avaient finalement débouché sur une majorité claire pour les partisans d'une nouvelle révision totale. Avec un nouveau projet de constitution moins centralisatrice, ils étaient en mesure de rallier les fédéralistes romands à leur cause. Un Kulturkampf atténué avait facilité cette solidarité entre les deux camps mais paradoxalement aussi provoqué un sentiment anti-catholique. En conséquence, la nouvelle révision totale de la Constitution fédérale, adoptée le 19 avril 1874 par 63,2 % des voix, contenait plusieurs éléments dirigés contre l'Église catholique romaine. Toutefois, la nouvelle loi sur le référendum introduite par la nouvelle Constitution avait donné aux conservateurs catholiques un moyen de pression efficace. Cette nouvelle situation politique leur a donné l'occasion de renforcer leurs faibles structures organisationnelles jusqu'alors, notamment en créant l'Association conservatrice suisse, alors que les conservateurs réformés formèrent l'Association confédérée qui ne réussit par contre jamais à faire élire un seul conseiller national.
La campagne électorale est donc marquée non seulement par le Kulturkampf mais, après la révision constitutionnelle, le grand objectif commun fut de casser la majorité composée par la «grande famille libérale» composée des Libéraux, Modérés et Libéraux-démocrates. Selon les cas, des alliances ont été formées, répondant à différentes demandes suivant les cantons. Par exemple, le Parti démocratique dans le canton de Zurich fait alliance avec la Société du Grütli et présente un programme social avec des exigences telles que la journée de dix heures et une loi sur le travail en usine, entrant dès lors en conflit direct avec les libéraux des classes supérieures. Pour la première fois, et bien que le Parti socialiste suisse n'existe pas encore et ne sera fondé qu'en 1888, des listes d'obédience socialistes sont également présentes mais n'obtiennent alors que 0,1 %.
Pour ces élections depuis 1848, les Radicaux (centre-gauche) remportent pour la dixième fois consécutivement le scrutin fédéral avec 63 sièges (+3) et 38,2 % des voix (+3 %). Avec 33 sièges (+3), les Catholiques Conservateurs, qui se sont constitués un an plus tôt en Association conservatrice suisse (droite) obtiennent 33 sièges (+3) avec 25,7 % des voix. Le Canton de Saint-Gall est le premier canton où tous les députés élus siègent dans tous les groupes existants au parlement.
Ces élections ont débouché sur la 10e Législature qui s'est réunie pour la première fois le 6 décembre 1875.
Sur les 635 745 hommes âgés de 20 et plus et ayant droit de cité, 375 666 d'entre eux prirent part à ce scrutin, ce qui représente un taux de participation de 59,1% (-3 %).
Le taux de participation le plus élevé est dans le Canton d'Argovie avec 85,6 % et celui-ci dépasse le taux de participation du Canton de Schaffhouse où le vote obligatoire ne fait déplacer «que» 73,7 % du corps électoral. À l'inverse, dans le canton de Zoug seulement 31,4 % du corps électoral prend part au vote.

## Législature 1875 -1878
Les liens (et couleurs) renvoient sur les partis héritiers actuels de ces formations politiques d'antan. Certaines formations sont passées de gauche au centre-droit (GR, CL ⇒ PLR), d'autres de la droite au centre-droit (ACS ⇒ PDC) ou  centre-gauche (DÉ ⇒ PEV). La Gauche Démocratique est restée à gauche aujourd'hui à travers les mouvements socialistes.
|  | Formations («Partis»)            | Sigles | Tendances politiques                           | Sièges au CN | Sièges au CE |
|  | -------------------------------- | ------ | ---------------------------------------------- | ------------ | ------------ |
|  | Gauche Radicale                  | GR     | Radicaux, Radicaux-démocrates, Gauche          | 63           | 11           |
|  | Association conservatrice suisse | ACS    | Conservateurs catholiques, Droite              | 33           | 16           |
|  | Centre Libéral                   | CL     | Libéraux, Modérés, Libéraux-démocrates, Centre | 22           | 9            |
|  | Parti démocratique               | DEM    | Démocrates, Gauche                             | 15           | 4            |
|  | Droite Évangélique               | DE     | Conservateurs réformés, Droite                 | 2            | -            |
|  | Divers                           | Ind    | Divers                                         | -            | 3            |
|  | Vacant                           | -      | n/a                                            | -            | 1            |

## Résultats au Conseil national dans les cantons
| Canton             | Total | DEM    | GR      | CL      | DE     | ACS     |
| ------------------ | ----- | ------ | ------- | ------- | ------ | ------- |
| Zurich             | 14    | 8 (+1) | -       | 6 (-1)  | -      | -       |
| Berne              | 25    | -      | 24 (+1) | -       | 1 (-1) | -       |
| Lucerne            | 7     | -      | 1       | 1       | -      | 5       |
| Uri                | 1     | -      | -       | -       | -      | 1       |
| Schwytz            | 2     | -      | -       | -       | -      | 2       |
| Nidwald            | 1     | -      | -       | -       | -      | 1       |
| Obwald             | 1     | -      | -       | -       | -      | 1       |
| Glaris             | 2     | -      | 1       | 1       | -      | -       |
| Zoug               | 1     | -      | -       | -       | -      | 1       |
| Fribourg           | 6     | -      | -       | -       | -      | 6       |
| Soleure            | 4     | -      | 3 (-1)  | 1 (+1)  | -      | -       |
| Bâle Campagne      | 3     | 1      | 1 (-1)  | 1 (+1)  | -      | -       |
| Bâle-Ville         | 2     | -      | 2 (+1)  | 0 (-1)  | -      | -       |
| Schaffhouse        | 2     | 2 (+1) | -       | 0 (-1)  | -      | -       |
| Rhodes-Extérieures | 2     | -      | 2 (+1)  | 0 (-1)  | -      | -       |
| Rhodes-Intérieures | 1     | -      | -       | -       | -      | 1       |
| Saint Gall         | 10    | 2      | 2 (-1)  | 3 (-1)  | 1 (+1) | 2 (+1)  |
| Grisons            | 5     | -      | 3 (+2)  | 1 (-1)  | 0 (-1) | 1       |
| Argovie            | 10    | -      | 4       | 3 (-1)  | -      | 3 (+1)  |
| Thurgovie          | 5     | 2 (-2) | 2 (+2)  | 1       | -      | -       |
| Tessin             | 6     | -      | 0 (-2)  | -       | -      | 6 (+2)  |
| Vaud               | 11    | -      | 7       | 4       | -      | -       |
| Valais             | 5     | -      | 2 (+1)  | -       | -      | 3 (-1)  |
| Neuchâtel          | 5     | -      | 5       | -       | -      | -       |
| Genève             | 4     | -      | 4       | -       | -      | -       |
|                    | 135   | 15 (±) | 63 (+3) | 22 (-5) | 2 (-1) | 33 (+3) |